# Christian Wolff (filozof)
Christian Wolff; znan tudi kot Wolfius, nemški filozof * 24. januar 1679, Vroclav, Sveto rimsko cesarstvo, † 9. april 1754, Halle, Saška - Anhalt.
V obdobju med Leibnizom in Kantom je bil Wolff vodilna osebnost nemške filozofije. Njegov največji dosežek so bila dovršena dela pri skoraj vseh akademskih predmetih njegovega časa, razstavljena in razložena glede na njegov demonstrativni sklep. 
Wolff je bil prav tako ustvarjalec nemščine kot akademskega jezika, čeprav je pisal tudi v latinščini, da bi bila njegova dela brana tudi v svetovni javnosti. Poudarjal je progresivno raven univerzitetnega poučevanja.

## Življenje
Wolff se je rodil v Wroclawu (nem. Breslau), Šleziji (zdaj Poljska) v skromni meščanski družini. Na Jenski univerzi je študiral matematiko in fiziko, kmalu zatem tudi filozofijo. Leta 1703 se je dosegel naziv "docenta na Univerzi v Leipzigu, kjer je poučeval do leta 1706. Takrat so ga za profesorja matematike in naravne filozofije pozvali na Univerzi v Halleju. Na omenjeni univerzi je sprva poučeval zgolj matematiko, zatem tudi fiziko in kasneje vključil vse filozofske discipline.  Zaradi njegovih trditev o racionalizmu so ga teologi imeli za nespoštljivega. Halska univerza je bila sedež pietizma, ki je po dolgotrajnem nasprotovanju luteranskim dogmam privzela lastnosti nove pravovernosti. Wolffov ideal je bil prikaz teoloških resnic na podlagi matematičnih dokazov. Spor s pietisti je izbruhnil leta 1721, ko je ob odstopu z mesta namestnika v slovesnem govoru poudarjal čistost moralnih načel kitajskega filozofa Konfucija, ki so ga Evropi posredovali jezuitski misijonarji.
12. julija 1723 je Wolff kot župnik ob koncu semestra predaval sodnikom in svojim študentom. Na podlagi knjige belgijskih misijonarjev, Françoisa Noëla in Philippa Coupleta je primerjal Mojzesa, Jezusa in Mohameda s Konfucijem. Po Voltairju naj bi profesor August Hermann Francke učil v prazni predavalnici, medtem ko je Wolff privabil več kot 1000 študentov, tudi iz tujine. 
Kasneje je Francke obtožil Wolffa fatalizma in ateizma, zato je bil slednji leta 1723 izrinjen iz profesorskega mesta na Halski univerzi. Njegova naslednika sta bila pietist Joachim Lange in njegov sin. Pruski kralj Friderik Viljem I. je prisluhnil  Wolffovim sovražnikom, mu v jezi nemudoma odvzel pisarno in zaukazal, naj v roku 48 ur zapusti Prusijo, sicer bo usmrčen. 
Istega dne je Wolff prečkal Saško in se ustavil v univerznem mestu Marburg v Hessnu. Na tamkajšnjo univerzo so ga poklicali še preden je prišlo do krize, poziv pa ob Wolffovem prihodu obnovili. Vladar ga je sprejel z odprtimi rokami. Zaradi izgona iz države je njegova filozofija pritegnila svetovno javnost. Wolffova filozofija je postala zanimiva za evropsko intelektualno javnost in do leta 1737 je bilo natisnjenih več kot 200 knjig in brošur za in proti njegovi teoriji, med katere ne štejemo vseh sistematičnih razprav Wolffa in njegovih privržencev. 
Po britanskemu zgodovinarju Jonathanu I. Israelu naj bi konflikt postal eden najbolj prepoznavnih kulturnih soočenj 18. stoletja in verjetno najpomembnejši tudi v razsvetljenstvu v Srednji Evropi in baltskih državah pred francosko revolucijo.
Leta 1726 je Wolff objavil svojo razpravo, v kateri je omenil pomembnost poslušanja glasbe. Na Univerzi v Marburgu, kjer je veljal za enega najbolj popularnih evropskih filozofov, je v roku petih let povečal vpis za več kot 50%. 
Pruski princ Friderik je Wolffa branil pred Joachimom Langom in naročil berlinskemu ministru Jeanu Deschampsu, ki je bil prvi privrženec Wolffa, naj prevede »Vernünftige Gedanken von Gott, der Welt und der Seele des Menschen, auch allen Dingen überhaupt« v francoščino. Friderik je predlagal naj pošljejo kopijo »Logique ou réflexions sur les forces de l'entendement humain« Voltairju. Leta 1737 je Ulrich Friedrich von Suhm prevedel Wolffovo Metafiziko v francoščino. 
Leta 1738, 2 leti pred svojo smrtjo, je kralj Friderik Vilijem nekoliko popustil v obsodbi Wolffa. Po kraljevi smrti je njegov sin in naslednik, Friderik II., Wolffu ponudil mesto na Pruski akademiji. Ta je ponudbo sprva zavrnil, 10. septembra 1740 na sestanku v Hallu pa sprejel.
Leta 1743 je postal rektor univerze in leta 1745 od bavarskega elektorja prejel naslov »Freiherr-ja« (barona). Kljub temu pa njegova snov ni bila več atraktivna. Pošle so mu moči pritegovanja pozornosti svojih učencev, učilnice pa so bile bolj prazne, kot v njegovih zlatih časih v Marburgu.
Ob smrti-9. aprila 1754 je bil zelo premožen, skoraj v celoti zaradi zaslužka od predavanj, plač in avtorskih honorarjev. Bil je član mnogih akademij in verjetno prvi učenjak, ki so ga na podlagi njegovega akademskega dela imenovali za dednega barona Svetega rimskega cesarstva. 
Wolff je bil prvi nemški filozof, ki je osnoval šolo, za kar je bila njegova šolniška in samozavestna narava kot ustvarjena. Ludovici že 1737 ne našteje nič manj kakor 107 pisočih wolffijancev, ki so zasedli večino nemških kateder. Med najzvestejše učence sta spadala [[Ludwig Philipp Thümmig in Georg Bernhard Bilfinger. Kljub temu je ti. Leibniz-Wollfova  paradigma v Nemčiji prevladovala vse do vzpona filozofije Immanuela Kanta.

## Filozofija
Christian Wolff je filozofijo ponovno definiral kot znanost možnega in jo kot tako apliciral na obširno raziskavo o človeškem znanju njegovega časa. Odlikoval se je po pisanju tako v latinščini kot tudi v nemščini. Njegova poučevanja so imela do kantovske revolucije tako rekoč nedvomno prevlado v Nemčiji in tudi zatem je Wolff veljal za enega najpomembnejših filozofov nemško govorečih dežel.
Vse do šestdesetih let 19. stoletja so zgodovinarji menili, da je Wolffova filozofija prispevala k zdravorazumski adaptaciji leipziška sistema. Wolffski sistem je obdržal determinizem in optimizem Leiniza, vendar zanemaril monadologijo.
Wolff je filozofijo delil na teoretični in praktični del. 

### Racionalistična filozofija
Logika, včasih imenovana kot philosophia rationalis, tvori uvod obema. Teoretični del tvorijo ontologija, kozmologija, racionalna psihologija in teologija. 
Stvarna osnova teoretične filozofije je ontologija kot znanost »o prvih razlogih našega spoznanja in vseh stvari nasploh«. Na predmetih je Wolff razlikoval bistvene določenosti in stanja. Sledilo je razpravljanje o vrstah predmetov in njih vzajemnem razmerju. Ti odnosi in »red« sploh niso proizvodi razuma, temveč se držijo predmetov. Red je hkrati povzemajoči izraz za transcendentalne predikate enotnosti, resnice in popolnosti. Um je zmožnost, da dojamemo sklop stvari in splošnih resnic. 
Splošna kozmologija je osnova za fiziko. Iz ontološko »dokazljivih« netelesnih atomov so sestavljene neskončno majhne, a vendar telesno prvobitne korpuskule. Naravni zakoni so zakoni gibanja, za nastanek gibanja pa je stalno potreben zadostni razlog. Svet v celoti je slučajen, dogajanje znotraj sveta pa se kaže kot nujno povezano. 
V psihologiji se je navezal na fenomen zavesti, tako da je misel treba imeti za sprejemljiv »temeljni lik« duševnega. O svoji razčlenitvi duševnega je razlikoval zmožnost spoznavanja in zmožnost željnosti. Spoznavanje se vzpenja od občutka prek domišljije in spomina ter dalje prek pozornosti in razuma do uma, ki mu pripada »razumevanje sklopa resnice«. Zmožnost željnosti se dviguje od želja preko afektov v volji, ostaja pa končno le odvisna od spoznavne zmožnosti, ter vsako izbiro določa spoznavanje dobrega in zlega.  Racionalna psihologija obravnava poleg razlage harmonije med telesom in dušo tudi enotnost ter nesmrtnost človekove osebne duše. 
V naravni teologiji je bil Wolff popolnoma odvisen od Leibniza in njegove teodicije. Ničesar ni hotel videti niti o »svobodmiselstvu Angležev«, niti o »razpaslem se deizmu, materializmu in skepticizmu Francozov«. Vendar pa je tudi religiozno spoznanje podrejeno stavku o protislovju, tako da je razodetje lahko nad umom, ne pa proti umu. Racionalna teologija jamči za kozmološki in ontološki dokaz božjega bivanja, medtem ko se empirični teologiji odpira bogato polje razmišljanj od fizikalno-teoloških dokazov.

### Praktična filozofija
V praktični filozofiji je Wolff bolj neodvisen od Leibniza, toda prav to postane njegova demonstracijska vnema mučna, ker ob tej vrsti njegovega obravnavanja delujejo neokusno tudi tista načela, ki so sama po sebi vredna upoštevanja. Angleškemu načelu sreče postavlja nasproti princip izpopolnjevanja, ki je kriterij za dobro in zlo. Popolnost temelji na skladnosti vsega stvarnega  ter povzroča srečnost. Dobro ni dobro s pomočjo božje volje, temveč je takšno samo po sebi. Zato je morala neodvisna od teologije. Vzrok greha je nevednost, prosvetljevanje pa je filozofova dolžnost. Um navdihuje vest. Široko izpeljan nauk pravično upošteva tudi skupnost. Tako za posameznika kakor tudi za skupnost je cilj nenehni napredek.
Wolffov moralni princip je realizacija človeške popolnosti. Obravnava jo kot vrsto popolnosti, ki jo človek lahko doseže v svetu, le v katerem živi.

## Izbrana dela
- Anfangsgründe aller mathematischen Wissenschaften (1710); Elementa matheseos universae (1713–1715)
- Vernünftige Gedanken von den Kräften des menschlichen Verstandes (1712)
- Vern. Ged. von Gott, der Welt und der Seele des Menschen, auch allen Dingen überhaupt (1719)
- Vern. Ged. von der Menschen Thun und Lassen (1720)
- Vern. Ged. von dem gesellschaftlichen Leben der Menschen (1721)
- Vern. Ged. von den Wirkungen der Natur (1723)
- Vern. Ged. von den Absichten der natürlichen Dinge (1724)
- Vern. Ged. von dem Gebrauche der Theile in Menschen, Thieren und Pflanzen (1725)
- Philosophia rationalis, sive logica (1728)
- Philosophia prima, sive Ontologia (1730)
- Cosmologia generalis (1731)
- Psychologia empirica (1732)
- Psychologia rationalis (1734)
- Theologia naturalis (1736–1737)
- Kleine philosophische Schriften (1736–1740).
- Philosophia practica universalis (1738–1739)
- Jus naturae and Jus Gentium (1740–1749)
- Jus Gentium Methodo Scientifica Pertractum (1749)
- Philosophia moralis (1750–1753)